# Вифлеємська каплиця (Богемка)
Вифлеємська каплиця, чеськ. Betlémská kaple  — костел чеської євангельської громади, що розташований в селі Богемка Врадіївської селищної громади Первомайського району Миколаївської області на півдні України.

## Опис будівлі
Багатофункціональний костел з кімнатою для хору, квартирою для пастора, кімнатами для музею села і роботи діаспори.

### Будівництво каплиці та її місія
Думка про будівництво чеського євангельського костелу в Богемці в Україні вперше було висловлена у Львові 2 червня 1993 року в розмові вікарія Чеськобратської євангельської церкви (ЧБЄЦ) з смт. Грабова Вацлава Гурта та президента товариства Ческа беседа Александра Дрбала. Вікарій Гурт підтримав цю ідею, написав про неї та інші справи співвітчизників статтю в чеській церковній пресі і ознайомив з нею Синодальну раду ЧБЄЦ. Синодальна рада ЧБЄЦ підтримала будівництво храму організаційно і фінансово. Підготовкою до будівництва займався секретар Синодальної ради ЧБЄЦ Ян Слама, який вибрав для проектування храму архітектора Петра Пірохту з м. Брно.
Проектні роботи були розпочаті 14 січня 1994 року під час поїздки Петра Пірохти разом з вікарієм Вацлавом Гуртом та пастором ЧБЄЦ з Брна Петром Калусом у Богемку і були завершені в квітні 1994 року. Перший камінь у фундамент храму був закладений 28 серпня 1994 року за участі синодального сеньйора ЧБЄЦ Павла Сметани, секретаря Синодальної ради ЧБЄЦ Яна Слами, тодішнього посла Чехії в Україні Павла Маші, співголови Чехословацького культурно-просвітницького товариства ім. Яна Амоса Коменського в Україні А. Дрбала та представників місцевих органів влади. З цієї нагоди, секретар Синодальної ради ЧБЄЦ Ян Слама виділив общині частину грошей від ЧБЄЦ на будівництво костелу. Інші організаційні та будівельні роботи взяв на себе голова національно-культурного товариства «Чешті братрші» (чеськ. Čeští bratři) та куратор релігійної общини Йозеф Гарт. В умовах складної економічної ситуації в Україні, він особисто обробляв усі необхідні будівельні матеріали для будівництва, такі як плитка і глиняні цеглини, а також їздив за ними на вантажівці, наприклад, до Львова в Західну Україну (близько 700 км). Без перебільшення можна сказати, що без самовідданої праці Йозефа Гарта, першого чеського євангельського храму в незалежній Україні не було б. За самовіддану працю на будівництві Вифлеємської каплиці в Богемці він був 21 червня 1997 року обраний почесним членом громадського об'єднання «Exulant» — світового об'єднання чеських братів.
Будівництво розпочалося 10 червня 1995 року. Будівельні роботи виконувала бригада від української євангельської місії «Промінь надії» з сусіднього Первомайська. Різні допоміжні роботи доводилося виконувати куратору Йозефу Гарту, пастору Йозефу Янчику, членам їхніх сімей та старшовству общини.
Освячення першого чеського євангельського храму в Богемці в Україні — Вифлеємської каплиці відбулося 20 жовтня 1996 року. В церемонії взяли участь синодальний сеньйор ЧБЄЦ Павел Сметана, секретар Синодальної ради ЧБЄЦ Ян Слама, директор Відділу у справах співвітчизників і неурядових контактів Міністерства закордонних справ Чеської Республіки Яромір Плішек, представниця Канцелярії Президента республіки Гелена Длугошова, колишній голова Чеської Національної Ради України А. Дрбал, представники Посольства Чеської Республіки в Україні, іноземних делегацій, чеських національних товариств та органів місцевого самоврядування. До цієї події також направив привітання Президент Чеської Республіки:

Дорогі друзі, шановні співвітчизники!
Ви зібралися на урочистому відкритті новозбудованого молитовного дому чеських братів, у той час, як ми відзначаємо більш ніж дев'яносторічну історію їхньої громади. Дозвольте мені вас всіх тепло привітали з цим святом.
Я радий відзначити, що протягом століть, далеко від батьківщини своїх предків, ви зберегли почуття приналежності до чеської нації, а також рідну мову. Я ціную, що ви також зберігаєте і поширюєте чеську культуру на вашій нинішній батьківщині. Зокрема, я ціную вашу мужність і силу, з якою ви пройшли через усі поневіряння і труднощі, зумівши зберегти віру своїх прадідів.
Мене наповнює захопленням ваша воля до збереження спадщини віри і серйозність, з якою ви, незважаючи на всі несприятливі історичні обставини, зуміли зберегти свої чеськобратські канціонали.
Також хочу тут подякувати і представникам Чеськобратської євангельської церкви за підтримку та допомогу не лише духовну, а й матеріальну, яку вони надають вашій общині.
Бажаю вам більше не переривати дружніх контактів з історичною батьківщиною своїх предків, до культурної спадщини якої зголошуєтеся, щоб ви й надалі могли підтримувати і розвивати свою культурну спадщину віри для взаємозбагачення нас усіх.
З найкращими побажаннями,
Вацлав Гавел
Оригінальний текст (чеськ.)
[Vážení přátelé, milí krajané!
Shromáždili jste se ke slavnostnímu otevření nové vybudovaného sborového domu Českých bratři a zároveň si připomínáte již více než devadesátiletou historii své obce. Dovolte mi, abych Vás všechny při této slavnostní  příležitosti srdečně pozdravil.
Těší mne vědomí, že jste si po staletí, vzdálení vlasti svých předků, uchovali vědomí sounáležitosti s českým národem a znalost mateřského jazyka. Oceňuji, že dále uchováváte a šíříte českou kulturu ve své dnešní vlasti. A zejména si vážím vaší odvahy a pevnosti, s níž jste si přes všechny útrapy a nesnáze dokázali uchovat víru svých prarodičů.
Naplňuje mne obdivem Vaše vůle k uchování dědictví víry a vážnost, s kterou jste přes všechny nepříznivé historické okolnosti dokázali zachovat i své českobratrské kancionály.
Děkuji na tomto místě i představitelům Českobratrské církve evangelické za podporu a pomoc nejen duchovní, ale i materiální, kterou poskytla vašemu společenství.
Přeji Vám, aby již nebyly přerušeny přátelské kontakty s historickou vlastí vašich předků, k jejímuž kulturnímu odkazu se hlásíte, abyste i nadále mohli udržovat a rozvíjet své kulturní dědictví víry k vzájemnému obohacení nás všech.

Přeji Vám vše dobré] Помилка: {{Lang}}: невпізнаний код мови: cz (допомога)

Відповідно до первісної ідеї каплиця призначена виключно для богослужіння, зокрема для проповідей рідною мовою, тобто чеською, та для діяльності діаспори.

### Подальші будівельні зміни каплиці
В серпні 2002 року будівельне агентство «Колінски» з Праги (директор Петр Колінски) добудувало дзвіницю на Вифлеємській каплиці, а у червні 2003 року у дзвіниці було встановлено дзвін вагою 64 кг. Добудову дзвіниці фінансувала ЧБЄЦ, а виготовлення дзвону — ЧБЄЦ, Асоціація євангельського духовенства, Євангельсько-реформована церква із міста Зелюв (Польща) та родина Опоченських з Горних Ржечіц (Чехія).
За успішну реалізацію обох подій община завдячує секретарю Євангельського теологічного факультету Карлового університету у Празі та координатору ЧБЄЦ по зв'язкам з Чеськими незалежними євангельськими братськими общинами в Богемці і Веселинівці Петру Бродському.

## Фотогалерея

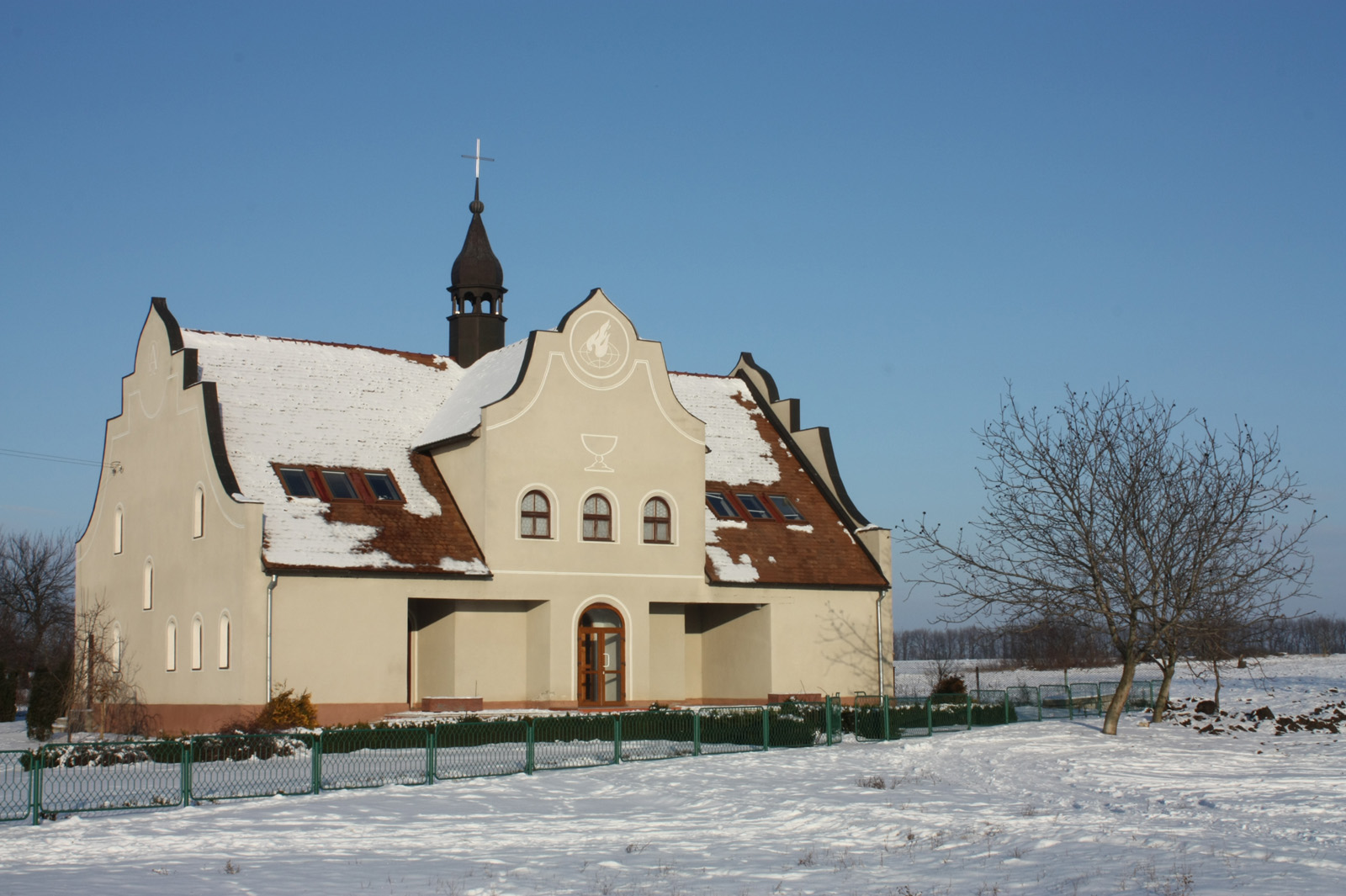
Вифлеємська каплиця, 04.01.2009